# Blechnum patersonii
Blechnum patersonii  es una especie de helecho perteneciente a la familia Blechnaceae. Es originaria de Australia.

## Descripción
Es un helecho con rizoma erecto, las escalas de rizoma amplias, marrón y brillantes. Las frondas erectas a pendientes, dimórficas, simples o lobuladas profundamente (a menudo mezcladas en la misma planta), en su mayoría de 20-50 cm de alto y fértiles por lo general, ligeramente más cortas que las estériles. Frondas estériles o segmentos en su mayoría de 10-25 mm de ancho, más ancho hacia el ápice, de color verde oscuro y coriáceas. Frondas fértiles o segmentos de 2-4 mm de ancho.

## Distribución y hábitat
Se encuentra, a menudo, a lo largo de los arroyos o en grietas de las rocas, muy extendida en la selva y en barrancos húmedos de Nueva Gales del Sur. 

## Taxonomía
Blechnum patersonii fue descrita por (R.Br.) Mett.   y publicado en Filices Horti Botanici Lipsiensis 64, t. 4, f. 4–10. 1856.
Sinonimia
- Lomaria patersonii (R.Br.) Spreng.
- Spicanta patersonii (R.Br.) Kuntze
- Stegania patersonii R.Br. basónimo
- Lomaria patersoni orth. var. F.Muell.
- Blechnum patersoni orth. var. Mett.[3][4]